# 1. EV Weiden
Der 1985 gegründete 1. EV Weiden ist ein Eishockeyverein aus Weiden in der Oberpfalz. Die Profimannschaft spielt unter dem Beinamen „Blue Devils“ seit der Saison 2024/2025 in der zweithöchsten deutschen Eishockeyliga DEL2. Zu den größten sportlichen Erfolgen des Clubs, der seine Heimspiele in der 2.560 Zuschauer fassenden Hans-Schröpf-Arena austrägt, gelten die Aufstiege in die 2. Eishockey-Bundesliga im Jahr 2003 und in die DEL2 im Jahr 2024. Seit 2018 ist die erste Mannschaft in der Blue Devils Spielbetriebs-GmbH ausgegliedert.

## Geschichte

### Eishockey bei der SpVgg Weiden
Bereits im Winter 1949/50 richtete die SpVgg Weiden erstmals einen Natureisplatz ein, auf welchen am Wochenende 20. auf 21. Januar 1950 eine Eishockeymannschaft der SpVgg ihr erstes Spiel gegen eine kombinierte Mannschaft des EV Füssen (Endstand 1:22) austrug. In den folgenden Wochen unterlag die Mannschaft noch beim SV Hof mit 0:8 und gewann daheim gegen die Mannschaft von Wacker Marktredwitz mit 4:0. Da zu diesem Zeitpunkt keine richtige Eishalle in Weiden vorhanden war, konnte sich der Eishockey-Sport jedoch nie richtig etablieren und verschwand Mitte der sechziger Jahre wieder von der Bildfläche.

### Gründung des 1. EV Weiden
Nachdem bekannt geworden war, dass in Weiden ein Eisstadion errichtet werden soll, gründeten ein paar Eishockeyfans 1985 den 1. EV Weiden. Bevor 1987 erstmals eine Mannschaft am Ligenbetrieb teilnahm, war der Verein eine Hobbymannschaft. Das erste Freundschaftsspiel fand am 4. September vor 2.300 Zuschauern gegen den ESV Bayreuth statt und ging mit 1:19 verloren. In der ersten Saison 1987/88 spielte man in der Landesliga, am Ende war man mit 18:18 Punkten und 82:97 Toren Fünfter.
In der darauf folgenden Saison schaffte der 1. EV Weiden nach dem dritten Platz in der Hauptrunde als Erster der Aufstiegsrunde den Aufstieg in die Bayernliga. Neben dem sportlichen Erfolg konnte man zudem einen Anstieg der Zuschauerzahlen in den neun Heimspielen von durchschnittlich 1.633 (1987/88; insg. 14.694) auf 2.078 (1988/89; insg. 18.705) verzeichnen.

### Von der Bayernliga in die Oberliga Süd
Nachdem in der Landesliga der Aufstieg „erst“ in der zweiten Saison gelungen war, schafften die Weidener in den beiden darauffolgenden Spielzeiten jeweils den Aufstieg von der Bayernliga in die Regionalliga Süd und von dort in die Oberliga Süd auf Anhieb.
In ihrer ersten Oberliga-Saison erreichte die Mannschaft zwar in der Vorrunde die Meisterschaft, wodurch sie sich erstmals im „Oberpfalz-Duell“ gegen den EV Regensburg behaupten konnte. Aufgrund einer Gesichtsverletzung von Pavel Richter konnte man in der anschließenden Meisterrunde lediglich einen Platz im Mittelfeld belegen.

### 1. Liga Süd / Hacker-Pschorr-Liga
Zwischen 1994 und 1998 spielten die Weidener in der 1. Liga Süd, welche ab 1996/97 umbenannt wurde in die Hacker-Pschorr-Liga. Diese war zur damaligen Zeit direkt unter der DEL angesiedelt.
1994/95 erreichte man in der Hauptrunde den siebten Tabellenplatz und war somit direkt für die Meisterrunde qualifiziert. Da man dort schließlich Vierter wurde, hatte man in den darauffolgenden Playoffs zunächst das Heimrecht im Achtelfinale. Jedoch unterlag man dort gegen den EC Wolfsburg in den ersten beiden Spielen der Best-of-three-Serie und war damit vorzeitig ausgeschieden.
In der darauffolgenden Saison belegte man nach der Hauptrunde nur den zehnten Platz. Somit musste man sich für die Meisterrunde noch qualifizieren, welche jedoch kein Problem darstellen sollte. In dieser wurde man Sechster und bekam als Gegner im Playoff-Achtelfinale den EC Bad Nauheim zugewiesen. Auch hier sollte die Saison für die Blue Devils sein Ende finden, nach einer 5:1-Niederlage im ersten sowie eines 5:2-Sieges im zweiten Spiel unterlag man im entscheidenden dritten Spiel mit 5:3.
Zur Saison 1996/97 änderte sich in der 1. Liga neben dem Namen der Südstaffel – die Staffel wurde von der Brauerei Hacker-Pschorr gesponsert – auch der Modus; dem EV Weiden gelang nach der Hauptrunde, bestehend aus einer gemeinsamen Einfachrunde sowie einer Gruppenphase, lediglich der 11. Platz, welcher bereits als „Abstiegsplatz“ zählte. Allerdings gewann man in der ersten sowie in der zweiten Runde die Serien gegen den EC Ulm/Neu-Ulm sowie den EC Peiting und sicherte sich somit einen Startplatz für die Saison 1997/98.
Durch die geplante Einführung einer eingleisigen Amateurliga unterhalb der DEL zur Saison 1998/99 fielen in der 1. Liga in dieser Saison die Abstiegsplätze weg, die besten 12 Mannschaften sollten direkt in die Bundesliga aufsteigen dürfen. Der EV Weiden erreichte in der Hauptrunde allerdings nur den 12. Platz – ein Aufstieg schien somit in weite Ferne gerückt, da man sich in der Qualifikationsrunde zunächst gegen 15 weitere Vereine, teilweise auch einige aus der damaligen 2. Liga, behaupten musste. Erneut traf man hier in der Gruppe A auf den EV Regensburg, der mittlerweile, nach zwischenzeitlichem Konkurs, wieder den Anschluss an den EVW gefunden hatte. In der Abschlusstabelle der Gruppe A behielt der EV Weiden die Oberhand und wurde mit 29 Punkten Gruppenzweiter, noch vor dem EVR (Platz 4, 24 Punkte). Somit traf man in der ersten Playoff-Runde auf den ESV Bayreuth, gegen den man im dritten Spiel mit 4:1 gewinnen konnte und somit knapp in die zweite Runde weiterkam. Dort konnte man sich, ebenfalls erst im entscheidenden Spiel, mit 6:3 gegen den ETC Crimmitschau durchsetzen. In der dritten Runde scheiterte man jedoch am Deggendorfer EC, also musste man das somit ausstehende Duell gegen den SC Bietigheim-Bissingen gewinnen, um einen Platz in der Bundesliga zu bekommen. Im ersten Spiel verlor man in Bietigheim knapp mit 3:2, konnte allerdings zuhause prompt mit einem 4:3-Sieg die Entscheidung offen halten. Die Entscheidung fiel jedoch zu Gunsten der Schwaben, die das dritte Spiel klar mit 5:2 gewinnen konnten und somit in die Bundesliga aufgestiegen sind. Trotzdem konnte man in Weiden auf eine sehr erfolgreiche Saison zurückblicken.
Also startete man 1998/99 erneut in der – nun drittklassigen – 1. Liga Süd. Dort kam es nun auch wieder in der regulären Saison zum „Oberpfalz-Derby“ gegen den EV Regensburg. Hier sollten nun allerdings die Donaustädter die Oberhand behalten, so belegten die Regensburger nach der Hauptrunde den vierten Platz und nahmen an den Playoffs zur Bundesliga teil. Diese konnte man in Weiden nicht erreichen, so dass man sich, auf Platz 8 liegend, der Qualifikationsrunde stellen musste. In dieser allerdings wurde man abgeschlagen Letzter und ist somit sportlich in die Regionalliga abgestiegen.
| Saisonbilanzen 1987 bis 1999 | Saisonbilanzen 1987 bis 1999 | Saisonbilanzen 1987 bis 1999 | Saisonbilanzen 1987 bis 1999 | Saisonbilanzen 1987 bis 1999 | Saisonbilanzen 1987 bis 1999 | Saisonbilanzen 1987 bis 1999 | Saisonbilanzen 1987 bis 1999 | Saisonbilanzen 1987 bis 1999 |
| Saison                       | Liga                         | Klasse                       | Gruppe                       | Platzierung                  | PO                           | PD                           | Endplatzierung               | Zuschauer Ø                  |
| ---------------------------- | ---------------------------- | ---------------------------- | ---------------------------- | ---------------------------- | ---------------------------- | ---------------------------- | ---------------------------- | ---------------------------- |
| 1987/88                      | Landesliga                   | V I                          | Nord                         | Vizemeister                  |                              |                              | –                            | 1.633                        |
| 1988/89                      | Landesliga                   | V I                          | Nord                         | Meister                      |                              |                              | Meister ↑                    | 2.078                        |
| 1989/90                      | Bayernliga                   | V                            | Gruppe A                     | Meister                      | BYL                          |                              | Bayr. Meister ↑              | 2.330                        |
| 1990/91                      | Regionalliga                 | I V                          | Süd                          | Meister                      | RL                           |                              | Meister ↑                    | 2.375                        |
| 1991/92                      | Oberliga                     | I I I                        | Süd                          | Meister                      | OL                           |                              | 6. Platz                     | 2.183                        |
| 1992/93                      | Oberliga                     | I I I                        | Süd                          | 10. Platz                    |                              | X                            | 1. Gruppe B                  | 2.018                        |
| 1993/94                      | Oberliga                     | I I I                        | Süd                          | 5. Platz                     | OL                           |                              | 4. Platz ↑                   | 2.031                        |
| 1994/95                      | 1. Liga                      | I I                          | Süd                          | 7. Platz                     | 1. Liga                      |                              | Achtelfinale                 | 1.900                        |
| 1995/96                      | 1. Liga                      | I I                          | Süd                          | 10. Platz                    | 1. Liga                      |                              | Achtelfinale ↓               | 1.989                        |
| 1996/97                      | 1. Liga                      | I I                          | Süd/HPL                      | 11. Platz                    |                              | X                            | 1. Platz                     | 1.774                        |
| 1997/98                      | 1. Liga                      | I I                          | Süd/HPL                      | 12. Platz                    |                              | X                            | 2. Gruppe A                  | 1.799                        |
| 1998/99                      | 1. Liga                      | I I I                        | Süd                          | 8. Platz                     |                              | X                            | 7. Gruppe 1 ↑                | 1.556                        |

Quelle: passionhockey.com, Quelle: eishockey-online.com, Auf-/Abstieg ↑ ↓

### Von der Oberliga über die Regionalliga in die 2. Bundesliga
Eigentlich wäre der 1. EV Weiden schon in der Saison 1998/99 aus der Oberliga abgestiegen. Da aber im Sommer 1999 einige Vereine Konkurs anmelden mussten, konnte man auch in der darauffolgenden Saison in der Oberliga Süd spielen. Man beendete die Qualifikationsrunde jedoch als Vorletzter und stieg somit in die Regionalliga ab. Zur Saison 2000/01 legte sich der EV Weiden einen Beinamen zu und nannte sich fortan Blue Devils. Man konnte auf Anhieb Meister in der Regionalliga Süd werden, jedoch ging das entscheidende 5. Playoff-Spiel in Füssen mit 5:2 verloren.
Auch ein Jahr später schaffte man den Aufstieg nicht, allerdings wurde die Regionalliga Süd nach der Saison 2001/02 mit der Oberliga fusioniert. Somit konnten die Blue Devils 2002/03 in der Oberliga Süd-Ost spielen. Man verstärkte den Kader punktuell und erreichte in der Vorrunde den dritten Platz. In den Playoffs konnte man nacheinander die Serien gegen den EHC Klostersee (Viertelfinale) und den EC Peiting (Halbfinale) gewinnen. Im Finale konnte man nach zwei Siegen gegen die Dresdner Eislöwen den Aufstieg in die 2. Eishockey-Bundesliga feiern. Nachdem die Blue Devils in der Saison 2003/04 den Klassenerhalt überraschend geschafft hatten, mussten sie am Ende der Saison 2004/05 den bitteren Gang zurück in die Oberliga antreten. Aufgrund der schlechten wirtschaftlichen Lage in der Region und den wenigen Sponsoren fehlten die finanziellen Mittel, um eine konkurrenzfähige Mannschaft ins Rennen zu schicken, die mit der finanzstärkeren Konkurrenz mithalten konnte.

### Wieder in der Oberliga
In der darauffolgenden Oberligasaison erreichten die Blue Devils über die Meisterschaftsrunde die Playoffs, in der sie im Viertelfinale dem späteren Vizemeister ETC Crimmitschau unterlagen. Angesichts der sehr schlechten wirtschaftlichen Lage in der Nordoberpfalz, vor allem in Weiden, ist es eine große Leistung, dass der EV Weiden jahrelang souverän, ohne große Sponsoren, in der Oberliga mitspielen konnte. Nach der Saison 2007/2008 wurden finanzielle Schwierigkeiten bekannt, die schließlich dazu führten, dass sich der Verein aus der Oberliga zurückzog.

### Neustart in der Landesliga und Wiederaufstieg in die Oberliga
Für die Saison 2008/09 übernahm die erste Mannschaft den Platz der zweiten Mannschaft in der Bayerischen Landesliga, Gruppe Nord. Nachdem die Mannschaft in der Gruppenphase unter den ersten vier Mannschaften platziert gewesen war, konnte man in der Aufstiegsrunde antreten. Dort musste man in der Aufstiegsrunde den ersten Platz belegen, um aufzusteigen. Wiederum kam es hier zum Duell gegen den „Nachbarn“ aus Regensburg, da der EV Regensburg nach einer Insolvenz ebenfalls in der Landesliga gestartet war. Nachdem in der Hauptrunde die beiden Duelle mit 5:3 und 5:4 verloren worden waren, konnte am 6. Februar 2009 zuhause ein 4:4-Unentschieden über die Zeit gebracht werden – die Entscheidung sollte zwei Wochen darauf in Regensburg fallen. Aufgrund einiger Verletzungen und Erkrankungen konnte die Mannschaft nicht in voller Kaderstärke antreten und erlebte eine derbe Niederlage, durch die der Aufstieg in die Bayerische Eishockey-Liga unmöglich geworden war. Zur Saison 2009/10 wurde die Mannschaft erneut in die Landesliga Gruppe Nord eingeteilt, wurde „Bayerischer Landesliga-Meister“ und stieg in die Bayernliga auf. Zugleich gewann das Team den Bayernkrug, den bayerischen Eishockeypokal. Am Freitag, den 16. September 2011 gab der 1. EV Weiden in einer Pressekonferenz im Hotel Admira den erfolgreichen, außergerichtlichen Vergleich bekannt. In der Saison 2011/12 wurde der Aufstieg in die Oberliga Süd erreicht.

### Auslagerung des Spielbetriebs und Aufstieg in die DEL2
Nachdem die erste Saison zurück in der Oberliga Süd mit dem Erreichen des Playoff-Viertelfinales noch recht erfolgreich verlaufen war, waren die folgenden Spielzeiten sportlich durchwachsen. Trotz aller Anstrengungen konnte man zunächst nicht mehr über Platz 7 und dem Playoff-Achtelfinale hinauskommen. Nach einigen ernüchternden Jahren mit sinkendem Zuschauerzuspruch und rückläufigen Sponsoringeinnahmen wurde die erste Mannschaft schließlich im Sommer 2018 aus dem Stammverein ausgegliedert und in eine Spielbetriebs-GmbH überführt, welche durch zehn Gesellschafter gegründet wurde. 2020 konnte die finanzkräftige und in der Region stark engagierte Ziegler Group als Hauptsponsor gewonnen werden. Seitdem konnte das Sponsoren-Netzwerk stets erweitert und die finanzielle Handlungsfähigkeit deutlich verbessert werden. Die zunehmende Professionalisierung wurde nicht nur durch Verbesserungen in der Infrastruktur erkennbar, auch sportlich waren die Blue Devils bald das Maß der Dinge der Oberliga Süd und gewannen zwischen 2022 und 2024 dreimal in Folge die Oberliga-Süd-Meisterschaft. Nachdem das Team 2023 im Oberliga-Finale gegen die Starbulls Rosenheim noch unterlag, folgte die Krönung dieser Entwicklung schließlich ein Jahr später, im April 2024. Die Blue Devils gewannen die Oberliga-Finalserie mit 4:2 gegen die Hannover Scorpions und sicherten sich nicht nur die Oberliga-Meisterschaft, sondern auch den sportlichen Aufstieg in die DEL2.
| Saisonbilanzen ab 1999/2000 | Saisonbilanzen ab 1999/2000 | Saisonbilanzen ab 1999/2000 | Saisonbilanzen ab 1999/2000 | Saisonbilanzen ab 1999/2000 | Saisonbilanzen ab 1999/2000 | Saisonbilanzen ab 1999/2000 | Saisonbilanzen ab 1999/2000 | Saisonbilanzen ab 1999/2000 |
| Saison                      | Liga                        | Klasse                      | Gruppe                      | Platzierung                 | PO                          | PD                          | Endplatzierung              | Zuschauer Ø                 |
| --------------------------- | --------------------------- | --------------------------- | --------------------------- | --------------------------- | --------------------------- | --------------------------- | --------------------------- | --------------------------- |
| 2024/25                     | DEL 2                       | I I                         | –                           |                             |                             |                             |                             |                             |
| 2023/24                     | Oberliga                    | I I I                       | Süd                         | Meister                     | OL                          |                             | Meister ↑                   | 1.785                       |
| 2022/23                     | Oberliga                    | I I I                       | Süd                         | Meister                     | OL                          |                             | Vizemeister                 | 1.565                       |
| 2021/22                     | Oberliga                    | I I I                       | Süd                         | Meister                     | OL                          |                             | Viertelfinale               | 763                         |
| 2020/21                     | Oberliga                    | I I I                       | Süd                         | 10. Platz                   |                             |                             | –                           | –                           |
| 2019/20                     | Oberliga                    | I I I                       | Süd                         | 9. Platz                    |                             |                             | –                           | 1.202                       |
| 2018/19                     | Oberliga                    | I I I                       | Süd                         | 7. Platz                    | OL                          |                             | Achtelfinale                | 1.280                       |
| 2017/18                     | Oberliga                    | I I I                       | Süd                         | 8. Platz                    | OL                          |                             | Achtelfinale                | 1.267                       |
| 2016/17                     | Oberliga                    | I I I                       | Süd                         | 7. Platz                    | OL                          |                             | Achtelfinale                | 1.419                       |
| 2015/16                     | Oberliga                    | I I I                       | Süd                         | 8. Platz                    | OL                          |                             | Achtelfinale                | 1.538                       |
| 2014/15                     | Oberliga                    | I I I                       | Süd                         | 12. Platz                   |                             | X                           | 2. Runde                    | 1.284                       |
| 2013/14                     | Oberliga                    | I I I                       | Süd                         | 11. Platz                   |                             | X                           | 2. Runde                    | 1.449                       |
| 2012/13                     | Oberliga                    | I I I                       | Süd                         | 8. Platz                    | OL                          |                             | Viertelfinale               | 1.629                       |
| 2011/12                     | Regionalliga                | I V                         | (BYL)                       | 5. Platz                    | X                           |                             | Vizemeister ↑               | 1.481                       |
| 2010/11                     | Regionalliga                | I V                         | BYL                         | 7. Platz                    | X                           |                             | 4. Platz                    | 1.435                       |
| 2009/10                     | Landesliga                  | V                           | Nord                        | Meister                     | BLL                         |                             | Meister ↑                   | 1.301                       |
| 2008/09                     | Landesliga                  | V                           | Nord                        | 3. Platz                    | BLL                         |                             | 3. Platz                    | 1.287                       |
| 2007/08                     | Oberliga                    | I I I                       | Nord                        | 4. Platz                    | X                           |                             | VF (Rückzug) ↓              | 1.259                       |
| 2006/07                     | Oberliga                    | I I I                       | –                           | 6. Platz                    | X                           |                             | Viertelfinale               | 1.266                       |
| 2005/06                     | Oberliga                    | I I I                       | –                           | 6. Platz                    | X                           |                             | Halbfinale                  | 1.330                       |
| 2004/05                     | 2. Bundesliga               | I I                         | –                           | 14. Platz                   |                             | X                           | 6. Platz ↓                  | 1.568                       |
| 2003/04                     | 2. Bundesliga               | I I                         | –                           | 13. Platz                   |                             | X                           | 1. Platz                    | 1.710                       |
| 2002/03                     | Oberliga                    | I I I                       | –                           | 3. Platz                    | X                           |                             | Meister ↑                   | 1.580                       |
| 2001/02                     | Regionalliga                | I V                         | Süd                         | 3. Platz                    | X                           |                             | Halbfinale ↑                | 1.122                       |
| 2000/01                     | Regionalliga                | I V                         | Süd                         | Meister                     | X                           |                             | Viertelfinale               | 1.237                       |
| 1999/00                     | Oberliga                    | I I I                       | Süd                         | 14. Platz                   |                             | X                           | 10. Platz ↓                 | 1.141                       |

Quelle: passionhockey.com, Quelle: eishockey-online.com, Auf-/Abstieg ↑ ↓

### Erfolge
| - Aufstieg in die DEL2 2024 - Aufstieg in die 2. Bundesliga 2003 - Deutscher Oberligameister 2003, 2024 - Deutscher Oberliga Vizemeister 2023 - Aufstieg in die Oberliga 1991, 2012 - Meister Eishockey–Oberliga Süd 1992, 2022, 2023, 2024 - Deutscher Regionalliga-Meister 1991 - Meister Regionalliga Süd 1991, 2001 - Aufstieg in die Regionalliga 1990, 2010 | - Bayerischer Vizemeister/4. Liga 2012 - Bayerischer Meister 1990 - Vizemeister Bayernliga Gr. B 1990 - Aufstieg in die Bayernliga 1989 - Bayernkrug Pokal-Sieger 2010 - Bayerischer Landesliga-Meister 1989, 2010 - Meister Landesliga-Nord 1989, 2010 - Vizemeister Landesliga Nord 1988 - „EVW-1b“ Meister Landesliga-Nord 1989 - „EVW-1b“ Meister Bezirksliga-Nord 1996 |

## Spieler
Die Blue Devils Weiden dienten vielen Spielern als Sprungbrett für höhere Ligen. Unter anderem schafften die Topspieler der 2. Bundesliga, Conny Strömberg, Dustin Whitecotton und Carl-Johan Johansson ihren Durchbruch in Weiden. Das wichtigste Fundament des Vereins ist allerdings die vorbildliche Nachwuchsarbeit und die zahlreichen Eigengewächse, die alle Jugendmannschaften durchlaufen haben und das Gerüst der 1. Mannschaft bilden.
Benedikt Schopper (Straubing Tigers) gelang als erstem „echten“ Weidener der Sprung in die DEL. Ihm folgten die Weidener Eigengewächse Michal Bartosch (EHC Wolfsburg) und Sandro Schönberger (Straubing Tigers). Als bislang prominentester Spieler, welcher bereits für den Weidener Nachwuchs auf dem Eis stand, gilt der Nationalspieler Dominik Kahun, der bis heute insgesamt 182 Spiele in der NHL absolvierte.
Einheimische, ehrgeizige Spieler, gepaart mit guten, aber meist unbekannten und somit bezahlbaren Ausländern ergeben eine Mannschaft, die durch Teamgeist, Moral und Leidenschaft besticht. Mit Tomáš Jelínek und Tomáš Divíšek standen aber auch bereits zwei ehemalige NHL-Spieler bei den Blue Devils Weiden unter Vertrag. Jelínek spielte in der Saison 1992/93 für die Ottawa Senators, Divíšek von 2000 bis 2002 für die Philadelphia Flyers.
Für internationales Aufsehen sorgte Rekordspieler und Publikumsliebling Marcel Waldowsky, der für insgesamt 14 Jahre die Farben der Blue Devils trug, mit seinem legendären Interview aus dem Jahr 2018.

### Kader der Saison 2024/25
Stand: 6. Juli 2025
| Nr. | Nat.        | Spieler             | Pos. | Geburtsdatum       | im Team seit | Geburtsort                          |
| --- | ----------- | ------------------- | ---- | ------------------ | ------------ | ----------------------------------- |
| 60  | Deutschland | Felix Noack         | G    | 9. November 2004   | 2024         | Berlin, Deutschland                 |
| 27  |             | Dominik Boháč – A   | D    | 18. Februar 1990   | 2024         | Klatovy, Tschechoslowakei           |
| 6   | Deutschland | Manuel Edfelder     | D    | 20. Januar 1996    | 2025         | Bad Reichenhall, Deutschland        |
| 28  | Deutschland | Maximilian Kolb – A | D    | 11. November 1997  | 2023         | Füssen, Deutschland                 |
| 11  | Deutschland | Luis Marusch        | D    | 13. August 2004    | 2025         | Regenstauf, Deutschland             |
| 43  | Deutschland | Fabian Ribnitzky    | D    | 28. Januar 2000    | 2023         | Kaufbeuren, Deutschland             |
| 26  | Deutschland | Daniel Schwaiger    | D    | 24. Februar 2002   | 2025         | Garmisch-Partenkirchen, Deutschland |
| 47  | Deutschland | Vladislav Filin     | LW   | 20. März 1995      | 2023         | Omsk, Russland                      |
| 7   | Deutschland | Luca Gläser         | C    | 13. August 1998    | 2022         | Schlema, Deutschland                |
| 73  |             | Tomáš Rubeš – C     | C    | 25. September 1992 | 2018         | Prag, Tschechoslowakei              |
| 8   |             | Neal Samanski       | W    | 30. Dezember 1998  | 2021         | Erding, Deutschland                 |
| 88  |             | Noah Samanski       | F    | 12. Mai 2005       | 2025         | Erding, Deutschland                 |
| 71  | Deutschland | Cedric Schiemenz    | C    | 1. März 1999       | 2025         | Berlin, Deutschland                 |
| 86  | Deutschland | Tom Schwarz         | F    | 20. März 2004      | 2024         | Bayreuth, Deutschland               |
| 72  |             | Georg Thal          | C    | 1. Oktober 2005    | 2025         | Ebersberg, Deutschland              |
|     | Deutschland | Paul Vinzens        | F    | 21. September 2005 | 2025         | Pegnitz, Deutschland                |
| 13  | Deutschland | Constantin Vogt     | LW   | 31. März 2001      | 2024         | Leverkusen, Deutschland             |
| 15  | Deutschland | Fabian Voit – A     | C    | 18. August 1996    | 2022         | Augsburg, Deutschland               |

### Rekordspieler
| Name               | Position    | Spiele | Tore | Assists | Punkte | Strafminuten |
| ------------------ | ----------- | ------ | ---- | ------- | ------ | ------------ |
| Marcel Waldowsky   | Stürmer     | 512    | 228  | 402     | 630    | 838          |
| Jan Penk           | Verteidiger | 532    | 128  | 337     | 465    | 1071         |
| Tomas Rubes        | Stürmer     | 278    | 154  | 283     | 437    | 59           |
| Michal Piskor      | Stürmer     | 294    | 157  | 247     | 404    | 344          |
| Martin Heinisch    | Stürmer     | 308    | 169  | 227     | 396    | 140          |
| Stefan Peschek     | Stürmer     | 233    | 165  | 224     | 389    | 128          |
| Florian Zellner    | Stürmer     | 734    | 166  | 192     | 358    | 697          |
| Milan Blaha        | Stürmer     | 206    | 202  | 150     | 352    | 477          |
| Joe Hayse          | Stürmer     | 105    | 142  | 141     | 283    | 196          |
| Pavel Richter sen. | Stürmer     | 61     | 100  | 169     | 269    | 114          |
| Mark Butler        | Stürmer     | 67     | 146  | 121     | 267    | 66           |
| Florian Bartels    | Stürmer     | 426    | 81   | 177     | 258    | 213          |
| Jiri Hlinka        | Stürmer     | 162    | 105  | 141     | 246    | 382          |
| Lubos Thür         | Stürmer     | 236    | 106  | 137     | 243    | 216          |
| Sergei Ageikin     | Stürmer     | 111    | 133  | 106     | 239    | 123          |

## Trainer
- Sebastian Buchwieser (seit April 2021)
- Kim Collins (Februar 2021 – März 2021)
- Ken Latta (Januar 2018 – Februar 2021)
- Milan Mazanec (August 2017 – Januar 2018)
- Markus Berwanger (April 2015 – April 2017)
- Fred Carroll (Mai 2014 – April 2015)
- Peter Hampl (Januar 2014 – April 2014)
- Viktor Proskurjakov (August 2013 – Januar 2014)
- Josef Hefner (9. Dezember 2010 – April 2013)
- David Musial (31. Mai – 7. Dezember 2010)
- Viktor Proskurjakov (8. August 2008 – April 2010)
- Alex Stein (3. Juni 2007 – 31. März 2008)
- Jiří Neubauer (Mai 2005 – Juni 2007)
- Sergei Swetlow (29. Januar 2005 – Mai 2005)
- Alexej „Leos“ Sulak (2002/03 bis 20. Januar 2005)
- Miroslav Klapac (Vorrunde 1999/2000–2002)
- Jiří Holík (August – November 1999)
- Steven Polgar (1995–1999)
- Wilbert Duszenko (1994/1995)
- Hans Schulz (1992–1994)
- George Quinn (1992)
- Richard Pergl (1990–1992)
- Svetozar Materak (1987–1990)

## Nachwuchs
In der Saison 2024/25 nehmen beim 1. EV Weiden folgende Mannschaften unter dem Namen „Young Blue Devils Weiden“ am Spielbetrieb teil:
- die Junioren U20 in der DNL Division III Süd
- die Jugend U17 in der Bayernliga
- die Schüler U15 in der Landesliga
- die Knaben U13 in der Bayernliga
- die Kleinschüler U11 in der Leistungsklasse A
- die Kleinstschüler U9 A in der Leistungsklasse A
- die Kleinstschüler U9 B in der Leistungsklasse B
- die Bambini U7 im Turnierspielbetrieb (keine Wertung)